# Diospyros soyauxii
Diospyros soyauxii är en tvåhjärtbladig växtart som beskrevs av Robert Louis August Maximilian Gürke och Karl Moritz Schumann. Diospyros soyauxii ingår i släktet Diospyros och familjen Ebenaceae. Inga underarter finns listade i Catalogue of Life.